# Bauenofen-Häulesrain-Tal
Bauenofen-Häulesrain-Tal ist ein Naturschutzgebiet auf dem Gebiet der baden-württembergischen Gemeinde Hohenstein.

## Kenndaten
Das Naturschutzgebiet wurde mit Verordnung des Regierungspräsidiums Tübingen vom 15. Mai 1995 ausgewiesen und hat eine Größe von 40,0 Hektar. Es wird unter der Schutzgebietsnummer 4.261 geführt. Der CDDA-Code für das Naturschutzgebiet lautet 162347  und entspricht der WDPA-ID.

## Lage und Beschreibung
Das Schutzgebiet liegt rund 200 Meter nordwestlich des Hohensteiner Ortsteils Meidelstetten. Es handelt sich um ein von Südosten nach Nordwesten verlaufendes Trockental inmitten einer forstlich und landwirtschaftlich genutzten Umgebung. Teilweise mit Wacholderheideflächen bedeckte Dolomitkuppen erheben sich über das als Grün- oder Ackerland genutzte Tal. 
Das Gebiet liegt im Naturraum 094-Mittlere Kuppenalb innerhalb der naturräumlichen Haupteinheit 09-Schwäbische Alb. Es grenzt an das Landschaftsschutzgebiet Nr. 4.15.102 Sommerschafweide im Bau, Ofenbuckel und Butzenbuch und ist Teil des FFH-Gebiets Nr. 7621-341 Gebiete um Trochtelfingen.

## Schutzzweck
Wesentlicher Schutzzweck ist laut Schutzgebietsverordnung 
- die Erhaltung eines für die Mittlere Kuppenalb charakteristischen Trockentales einschließlich seiner Hangbereiche mit den Wacholderheiden unterschiedlicher Ausprägung, den Waldbereichen und Weidbuchen, den Feldgehölzen und den überwiegend im Talgrund gelegenen Acker‑ und Wiesenflächen,
- die Erhaltung der auf Grund dieses Biotopmosaiks vorhandenen landschaftsprägenden Schönheit und Eigenart des Gebiets,
- die Erhaltung, Pflege und Verbesserung der Halbtrockenrasen mit ihren zahlreichen seltenen und zum Teil stark gefährdeten Pflanzen‑ und Tierarten,
- die Erhaltung der im Gebiet vorhandenen Sandgruben einschließlich der standorttypischen Vegetation als kulturhistorisches Zeugnis,
- die Erhaltung und Verbesserung eines Biotopverbundes der im Gebiet einzeln gelegenen Halbtrockenrasen.

## Flora und Fauna
Im Gebiet gibt es unter anderem Vorkommen der Echten Mondraute, dem Heideröschen und der Schmalblättrigen Wiesenraute.